# 民主党日韓議員交流委員会
民主党日韓議員交流委員会（みんしゅとうにっかんぎいんこうりゅういいんかい）は、2003年6月に民主党の議員と大韓民国の議員との交流を深める目的で設立された委員会。

## 活動
- 設立総会にて在日韓国人の姜尚中よりこの委員会について「日本にとって日米関係が重要なのは言うまでもないが、今後は日韓関係を基軸に考えるべきであり、民主党が多様な関係を結ぶことは重要だ」と評され、同時に「現在日本では北朝鮮への不信感が増大しているが、それは国益としてはマイナスであり、北朝鮮にもきちんと出口を示すべき。」とのアドバイスを受けている[1]。
- 2004年、委員会のメンバー11人で訪韓し、当時のウリ党の辛基南議長と会談。靖国神社参拝などの歴史問題を指摘され、鳩山由紀夫は「歴史を正しい目で見ながら日本がアジアで尊敬される国になれるよう努力したい」と応じ、同時に「白眞勲が堂々と韓国人の血が流れていることを明らかにして当選したことは日韓間の新たな関係が形成されていることを示すもの」とし、「在日韓国人に一日でも早く外国人参政権を付与しなければならないというのが我が党の政策」と述べている[2]。

## 所属議員
- 顧問：岡田克也
- 事務局長：近藤昭一
- 幹事：渡辺周
- 幹事：泉健太
- 幹事：福山哲郎

## 引退・落選議員
- 伊藤英成（顧問・2003年に引退）
- 井上和雄（副事務局長・2005年に落選）
- 内藤正光（副事務局長・2010年に引退）
- 円より子（副委員長・2010年に落選）
- 羽田孜（最高顧問・2012年に引退）
- 中野寛成（顧問・2012年に引退）
- 鳩山由紀夫（委員長・2012年に引退）
- 土肥隆一（副委員長・2012年に引退）
- 末松義規（事務総長・2012年に落選）
- 今野東（副事務局長・2012年に落選）
- 仙谷由人（幹事・2012年に落選）
- 岩本司（副事務局長・2013年に引退）
- ツルネン・マルテイ（事務総長・2013年に落選）
- 岡崎トミ子（幹事・2013年に落選）
- 前田武志（幹事・2016年に落選）
- 田島一成（幹事・2017年に落選）
- 白眞勲（幹事・2022年に落選）
- 蓮舫（幹事・2024年に議員辞職）
- 菅直人（顧問・2024年に引退）
- 中川正春（副委員長・2024年に引退）